# CDC42EP4
CDC42EP4 (англ. CDC42 effector protein 4) – білок, який кодується однойменним геном, розташованим у людей на короткому плечі 17-ї хромосоми. Довжина поліпептидного ланцюга білка становить 356 амінокислот, а молекулярна маса — 37 980.
| 10         |  | 20         |  | 30         |  | 40         |  | 50         |
| ---------- |  | ---------- |  | ---------- |  | ---------- |  | ---------- |
| MPILKQLVSS |  | SVHSKRRSRA |  | DLTAEMISAP |  | LGDFRHTMHV |  | GRAGDAFGDT |
| SFLNSKAGEP |  | DGESLDEQPS |  | SSSSKRSLLS |  | RKFRGSKRSQ |  | SVTRGEREQR |
| DMLGSLRDSA |  | LFVKNAMSLP |  | QLNEKEAAEK |  | GTSKLPKSLS |  | SSPVKKANDG |
| EGGDEEAGTE |  | EAVPRRNGAA |  | GPHSPDPLLD |  | EQAFGDLTDL |  | PVVPKATYGL |
| KHAESIMSFH |  | IDLGPSMLGD |  | VLSIMDKEEW |  | DPEEGEGGYH |  | GDEGAAGTIT |
| QAPPYAVAAP |  | PLARQEGKAG |  | PDLPSLPSHA |  | LEDEGWAAAA |  | PSPGSARSMG |
| SHTTRDSSSL |  | SSCTSGILEE |  | RSPAFRGPDR |  | ARAAVSRQPD |  | KEFSFMDEEE |
| EDEIRV     |  |            |  |            |  |            |  |            |

A: Аланін

C: Цистеїн

D: Аспарагінова кислота

E: Глутамінова кислота

F: Фенілаланін

G: Гліцин

H: Гістидин

I: Ізолейцин

K: Лізин

L: Лейцин

M: Метіонін

N: Аспарагін

P: Пролін

Q: Глутамін

R: Аргінін

S: Серин

T: Треонін

V: Валін

W: Триптофан

Кодований геном білок за функцією належить до фосфопротеїнів. 
Задіяний у таких біологічних процесах, як пдтримання форми клітини, альтернативний сплайсинг. 
Локалізований у цитоплазмі, цитоскелеті, мембрані.